# La Mine
Pour les articles homonymes, voir Mine.
La Mine est une ancienne commune française[réf. nécessaire] du département du Calvados. Elle n'a connu qu'une brève existence : avant 1794, la commune est supprimée et rattachée au Molay.
Elle tient son nom des houillères de Littry exploitées à l'époque.

## Source
- Des villages de Cassini aux communes d'aujourd'hui, « Notice communale : La Mine », sur ehess.fr, École des hautes études en sciences sociales.